# Cistícola cuallarga
La cistícola cuallarga (Cisticola angusticauda) és una espècie d'ocell passeriformes de la família Cisticolidae pròpia de l'est d'Àfrica.
Es troba en les sabanes de Kenia, Malawi, Moçambic, Ruanda, Tanzània, Uganda, Zàmbia i el sud-oest de la República Democràtica del Congo.